# Gobernadora
Gobernadora è un comune (corregimiento) della Repubblica di Panama situato nel distretto di Montijo, provincia di Veraguas. Si estende su una superficie di 536,9 km² e conta una popolazione di 269 abitanti (censimento 2010).